# Красногорск
Красногорск (рус. Красногорск) град је у Русији у Московској области који се налази на реци Москви у близини северозападне границе Москве. Према попису становништва из 2010. у граду је живело 116.738 становника.

## Историја
Насеље урбаног типа је створено овде 1932. године и додељен му је градски статус 1940. године.
Четрдесетих година, Антифашистичка централна школа, у којој су многи страни комунисти студирали и предавали, налазила се у Красногорску.
Након рата, немачки В2 ракетни научници које је Совјетска армија заробила, су започели свој живот у овом граду са својим породицама.

## Економија
Град је познат по фирми Красногорски Завод, који је производио Зорки, Зенит и Красногорск камере све до почетка 1990-их. Грб даје признање томе тако што се на њему налази призма и светлосни зраци.
Красногорск је један од ретких градова који је повезан са Москвом преко Московског метроа. Користи се од метро станице Мјакинино (назван по оближњем селу).
Крокус Експо, највећи руски изложбени центар, налази се у Красногорску.

## Спортови
Град је домаћин тима Зорки Красногорск који се баве банди спортом, који су бивши национални шампиони за мушкарце (три титуле, по један за Совјетски Савез, Заједницу независних држава (једина сезона за коју се играла титула) и Русија). После финансијских проблема, екипа није играла у Супер лиги 2016—2017, али ће се вратити у највишу дивизију за сезону 2017-18. Клуб је такође постао национални шампион за жене. Њихова домаћа арена, Зорки стадион има капацитет од 8.000 људи . Од 7. до 9. децембра 2017. године, одржап се турнир са четири нације.

## Значајни људи
Красногорск је родно место руског хокејаша Владимира Петрова.

## Становништво
Према прелиминарним подацима са пописа, у граду је 2010. живело 116.738 становника, 24.193 (26,14%) више него 2002.
| 1939.  | 1959.  | 1970.  | 1979.  | 1989.  | 2002.  | 2010.   |
| ------ | ------ | ------ | ------ | ------ | ------ | ------- |
| 18.385 | 35.183 | 62.690 | 77.370 | 90.477 | 92.545 | 116.738 |

## Градови побратими
Красногорск има неколико градова побратима:
| - Антиб, Француска - Гоирле, Холандија - Хехштат ан дер Ајш, Немачка - Плунге, Литванија | - Сливница, Бугарска - Тукумс, Летонија - Вонгровјец, Пољска |